# Proyección térmica con llama
La proyección térmica con llama también llamada metalización es un procedimiento o técnica de la proyección térmica. Se trata de que una llama de oxi-combustible funda el metal de aportación (polvo o hilo) y por medio de un gas propulsor proyecta las partículas líquidas sobre el sustrato. Este procedimiento se suele emplear para protección contra la corrosión (Zinc, aleaciones de Aluminio,...) y contra el desgaste.
Su nombre proviene del inglés "flame spray" y es la tecnología de proyección térmica más antigua. Fue inventada por Max Ulrich Schoop en 1914.